# Histoire d'Agde

Blason d'Agde

L'histoire d'Agde s'étend sur une longue période d'environ vingt-six siècles, jalonnée notamment par les Phocéens, les Romains, les Wisigoths. Comme toutes les communes du Bas-Languedoc, elle a subi la Croisade des Albigeois et les guerres de religion.

## Préhistoire
L'homme est présent dans la région depuis le début du Paléolithique (environ un million d'années avant notre ère), toutefois les vestiges retrouvés dans la commune sont très rares. Ce territoire a été affecté au cours des temps préhistoriques par des éruptions volcaniques (entre −1 000 000 et −700 000 ans) à Agde et dans les environs (Vias, Portiragnes, Saint-Thibéry), ainsi que par de fortes fluctuations de la ligne de rivage, liées aux alternances des périodes glaciaires et interglaciaires.
Plusieurs gisements plus récents attestent la présence d'habitats au Néolithique, puis à l'époque protohistorique (âge du cuivre et âge du bronze)

## Antiquité
Les premiers occupants historiques de la région d'Agde furent les Ligures et les Ibères, puis vers le IIIe siècle av. J.-C. s'établit un peuple celtique, les Volques Tectosages.

### Agathé Tyché, ville grecque

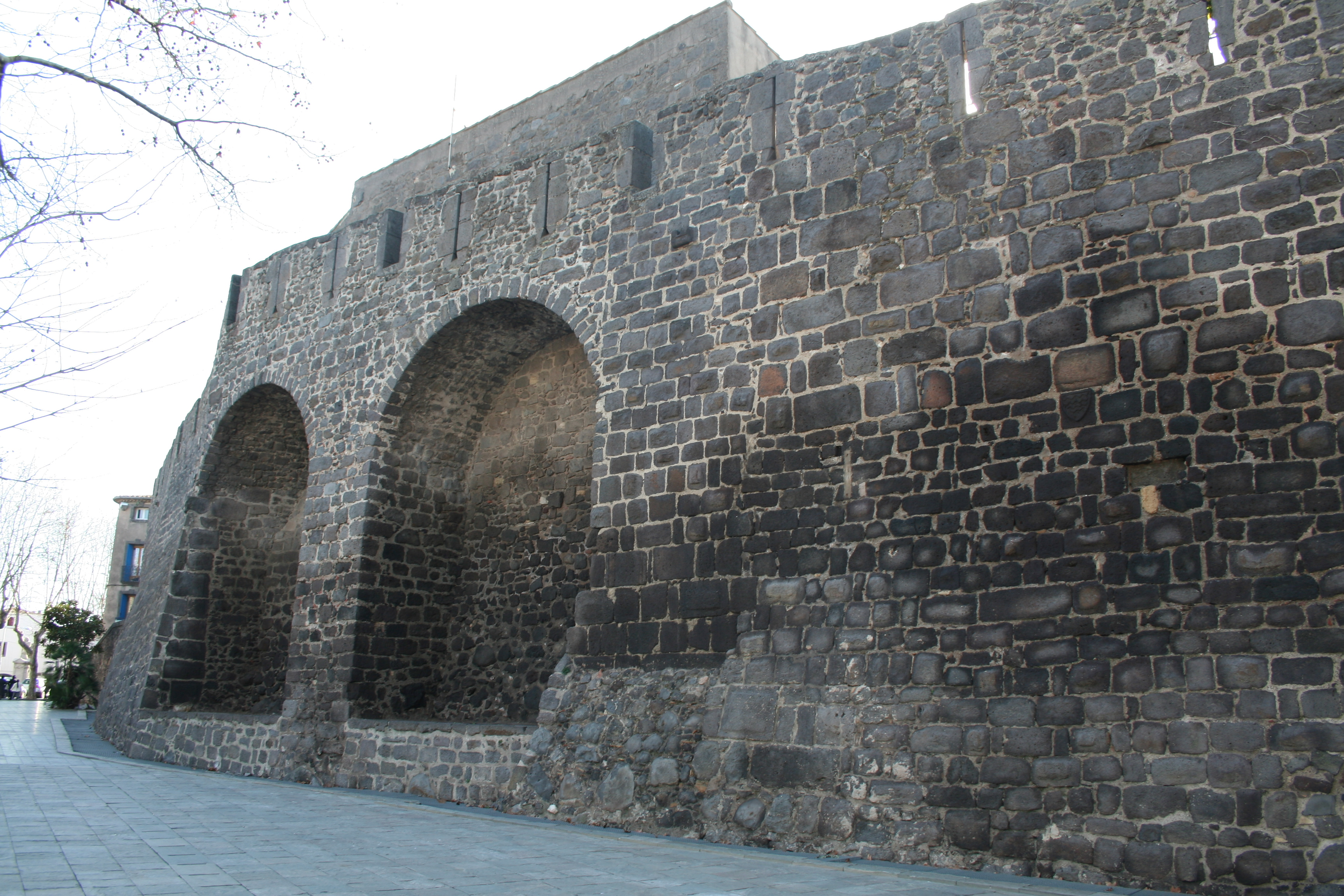
Vestiges des remparts de la Cité d'Agde

Le site d'Agde fut fréquenté par des Phocéens venus de Marseille vers 525 av. J.-C., ce qui rend le village un peu plus jeune que Béziers (575 av. J.-C.) et Marseille (600 av. J.-C.). À partir de 400 av. J.-C. la ville devient colonie massaliote. L'habitat phocéen est construit dans un quadrilatère de 150 et 200 mètres de côté à l'emplacement de la vieille ville actuelle. Le territoire (chora) de la cité est rapidement cadastré par les nouveaux habitants. Le comptoir devient rapidement prospère et prend contact avec les oppidums de la région et plus largement de la Celtique méditerranéenne, afin de commercer avec eux (Ensérune, Saint-Thibéry, Castelnau…). Les Grecs se procurent des céréales, de la laine, des meules en basalte et peut-être des esclaves. Ils introduisent les techniques de la production de l'huile d'olive et la vigne. Ils tirent aussi de gros bénéfices du trafic du sel abondant le long des étangs de la région. Les relations avec Marseille sont constantes et la cité d'Agathé Tyché y envoie des émissaires (théores) lors des grandes occasions.
Au IVe siècle av. J.-C., Agathé Tyché est un entrepôt permettant un trafic important et lointain. Les autorités grecques élaborent une cadastration du territoire qui s'étend au-delà des murailles de la cité et qui ne sera revue que trois siècles plus tard. L'activité de la cité est alors en plein essor. La présence de basalte permet aux Grecs de produire des meules qui seront par la suite vendues dans une bonne partie du bassin méditerranéen.

### Agathé Tyché sous la domination romaine
En 118 avant l'ère chrétienne, le consul Cneus Domitius Ahenobarbus s'empare de tout le sud de la France actuelle et fonde la province de la Narbonnaise. Pour structurer cette zone et faciliter la pénétration romaine, il fait construire la fameuse via Domitia qui se superpose au tracé de la fameuse voie héracléenne utilisée depuis la haute antiquité. Cette dernière passe à une vingtaine de kilomètres au nord du comptoir grec. De plus, pour concurrencer celui-ci, les Romains fondent Forum domitii (Montbazin) sur leur voie.

### Agde, ville wisigothique

Étendue du royaume des Wisigoths vers 500 apr. J.-C.

Vers 475, Agde, incluse dans la Septimanie, tombe aux mains des Wisigoths, déjà maîtres d'une grande partie du sud-ouest de la Gaule et de l'Hispanie. La période wisigothique durera environ trois siècles jusqu'à l'invasion musulmane au VIIIe siècle.
Très tôt, Agde fut le siège d'un évêché qui dura pendant quatorze siècles jusqu'à sa suppression à la Révolution. La création de l'évêché remonte probablement à l'époque wisigothique sous le règne d'Alaric II.
Le premier évêque aurait été Venustus, ou saint Vénuste, qui fut martyrisé par les Alamans probablement au début du Ve siècle (408), cependant le premier dont l'existence est attestée pour sa participation au concile d'Agde en 506 est Sophrone (Sagnes p. 26).
Le dernier évêque et comte d'Agde, Charles François de Saint Simon Sandricourt fut guillotiné à Paris le 26 juillet 1794.

## Moyen Âge

Le diocèse d'Agde au Moyen Âge

En 506, du temps du règne du roi wisigoth Alaric II (bien qu'il fût de religion arienne), se tint en l'église Saint-André le concile d’Agde sous la présidence de saint Césaire d'Arles.
Les Sarrasins, commandés par le général Zama, envahissent la Septimanie et après avoir occupé Narbonne en 720, ils prennent Agde en 725. La ville est reprise et détruite en 737 par Charles Martel.
En 859, Agde est pillée par les Vikings du chef Hasting, qui venaient de Nantes et avaient hiverné en Camargue.
Au Moyen Âge, la vicomté d'Agde appartint à la maison Trencavel, vassale du comte de Toulouse et du roi d'Aragon, qui posséda les vicomtés d'Albi, Agde, Carcassonne, Nîmes, Razès et Béziers avant d'être annexée par les rois de France à la suite de la croisade des Albigeois. La première mention de la vicomté d'Agde, alors liée à la vicomté de Béziers, apparaît dans une charte à la fin du IXe siècle, avec Boson, vicomte d'Agde et de Béziers, mort vers 920 (Sagnes, p. 30). En 1150, Raimond Trencavel, vicomte de Béziers, cède la vicomté d'Agde à son frère Bernard Aton V (Sagnes p. 40). 
Bernard-Aton VI (1159 - † ap. 1214)  fut le dernier vicomte d'Agde. Après l'échec de son alliance avec le roi d'Aragon contre le comte de Toulouse, il se donna le 17 juillet 1187 comme chanoine à l'église Saint-Étienne d'Agde, et transféra l'entière vicomté, ou comté d'Agde, à l'évêque Pierre-Raymond envers lequel il était redevable depuis 1181 de 13 000 sols melgoriens , (Jordan p. 354). Cette donation, confirmée en juillet de la même année par le comte de Toulouse, fit de l'évêque le comte d'Agde.
Lors de la croisade des Albigeois, Thédise Balbi, évêque d'Agde et ancien chanoine de Gênes, dut traiter avec le comte Amaury de Montfort en 1219 et renoncer au titre de comte. Le comte de Toulouse Raymond VII s'empara de la ville d'Agde le 7 avril 1214 (Jordan p. 56), mais rétablit l'évêque dans ses droits le 23 août de la même année (Sagnes p. 41).
Dès lors les évêques exercèrent jusqu'en 1790 à la fois le pouvoir spirituel et le pouvoir temporel, mais leur pouvoir s'affaiblira au fur et à mesure que s'imposeront d'une part, les consuls d'Agde et d'autre part, les représentants du roi de France.
Le 13 juin 1279, un accord entre les communautés d'Agde et de Vias met un terme à des affrontements violents et définit la limite de leurs territoires respectifs, concrétisée par le creusement d'un fossé (valat), l'actuel ruisseau des Panthènes (Picheire p. 125). Vers la même époque des contestations analogues opposèrent Agde à Bessan et Florensac, ainsi qu'à Marseillan, à propos du Bagnas. Ce dernier litige ne sera définitivement réglé qu'à la Révolution.
En 1286, après la bataille navale des Formigues où la flotte française fut écrasée, l'amiral Roger de Lauria, au service du roi d'Aragon Alphonse III, prit Agde d'assaut, fit incendier la ville et massacrer tous les hommes de 15 à 60 ans.
Comme d'autres villes du Languedoc, Agde bénéficia très tôt d'une certaine émancipation avec le statut d'« université », équivalent de la « commune » dans les régions du nord de la France, dirigée par un collège de « consuls ». L'existence de ces derniers est attestée depuis 1206, mais est sans doute beaucoup plus ancienne. D'abord, au nombre de six, réduits à quatre à partir de 1550, ils avaient un mandat annuel et étaient choisis par l'évêque sur une liste de douze (ultérieurement huit) notables de la bourgeoisie élus par la communauté. Les consuls assuraient l'administration de la ville et défendaient les intérêts de la communauté face à l'évêque, seigneur féodal, et face à l'autorité royale, représentée par la sénéchaussée de Béziers. L'institution des consuls dura jusqu'à la Révolution.
En 1206, le pont de pierre à plusieurs arches qui traversait l'Hérault s'écroula. Ce pont, dont l'époque de construction est inconnue, fut probablement reconstruit et disparut à une date indéterminée, mais par la suite la traversée du fleuve s'effectua grâce à un pont de bateaux. Celui construit en 1678 fut emporté par une crue en 1705. Il fut reconstruit à plusieurs reprises, à nouveau emporté par des crues et périodiquement remplacé par un service de bacs, jusqu'à ce que le dernier pont de bateaux mis en service en 1808 soit remplacé par un pont suspendu en 1837.
En 1348, l'épidémie de peste noire, qui se diffuse depuis Marseille, ravage tout le Languedoc et touche Agde.
Le 23 août 1400, le port d'Agde est assailli par des marins d'Aigues-Mortes qui s'emparent de plusieurs navires et de leurs équipages. Ceux d'Aigues-Mortes prétendaient maintenir leur monopole sur le commerce maritime en Languedoc en vertu de privilèges accordés par le roi Charles VI. Cependant, la même année le roi confirma le droit d'Agde de commercer librement au moins pour deux ans.
La fondation de l'hôpital d'Agde est attribuée à l'évêque Jean Teste en 1430, mais des documents plus anciens attestent l'existence d'un hôpital dès le début du XIIIe siècle, vraisemblablement situé hors les murs. Cet établissement sera détruit lors des Guerres de religion et réinstallé en 1569 dans le bourg.

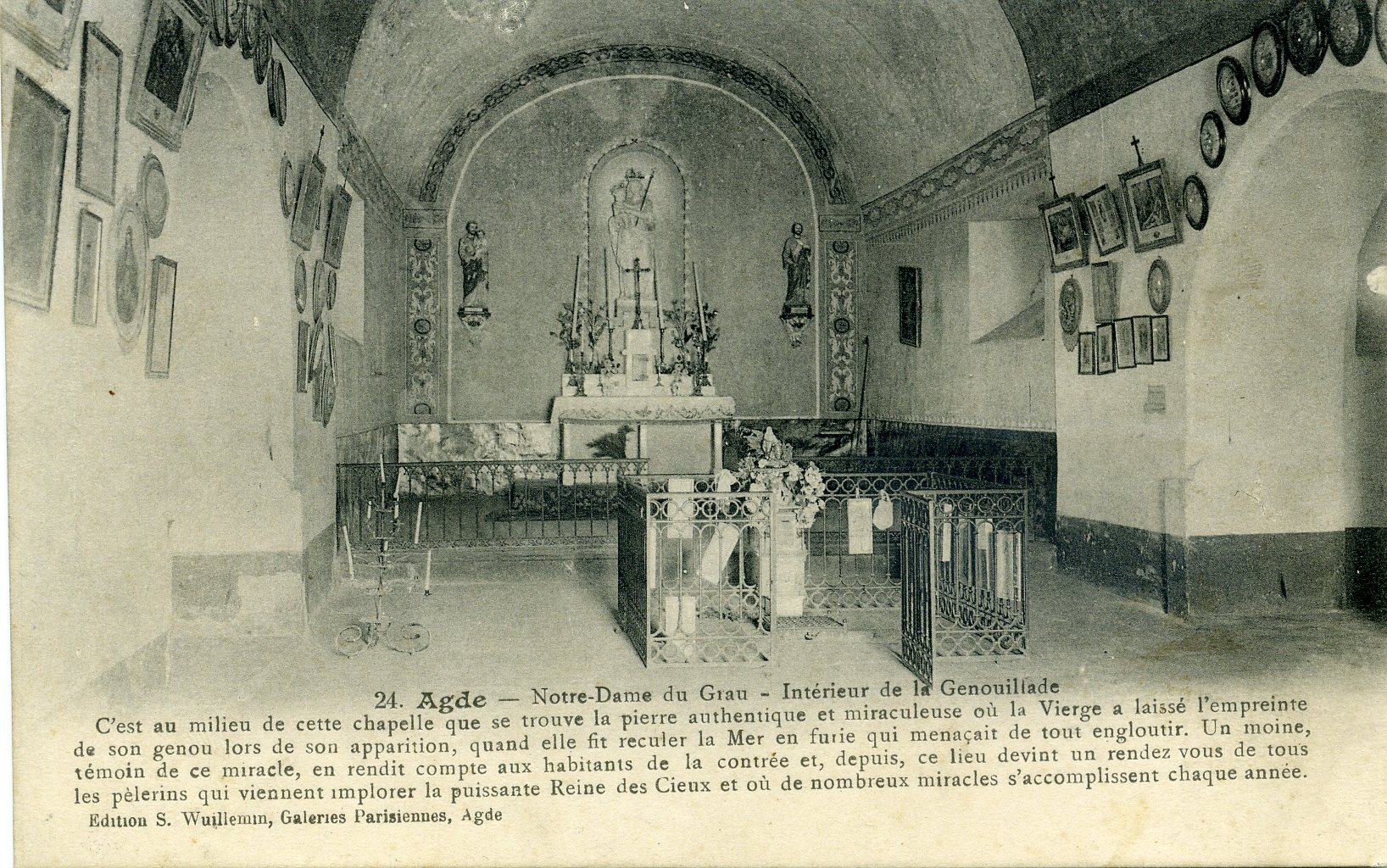
Chapelle de l'Agenouillade - le Grau-d'Agde

La cathédrale Saint-Étienne, église fortifiée construite en lave basaltique, est consacrée le 8 juillet 1453 par l'évêque d'Agde, Messire Étienne de Roupy de Cambrai.

## Époque moderne

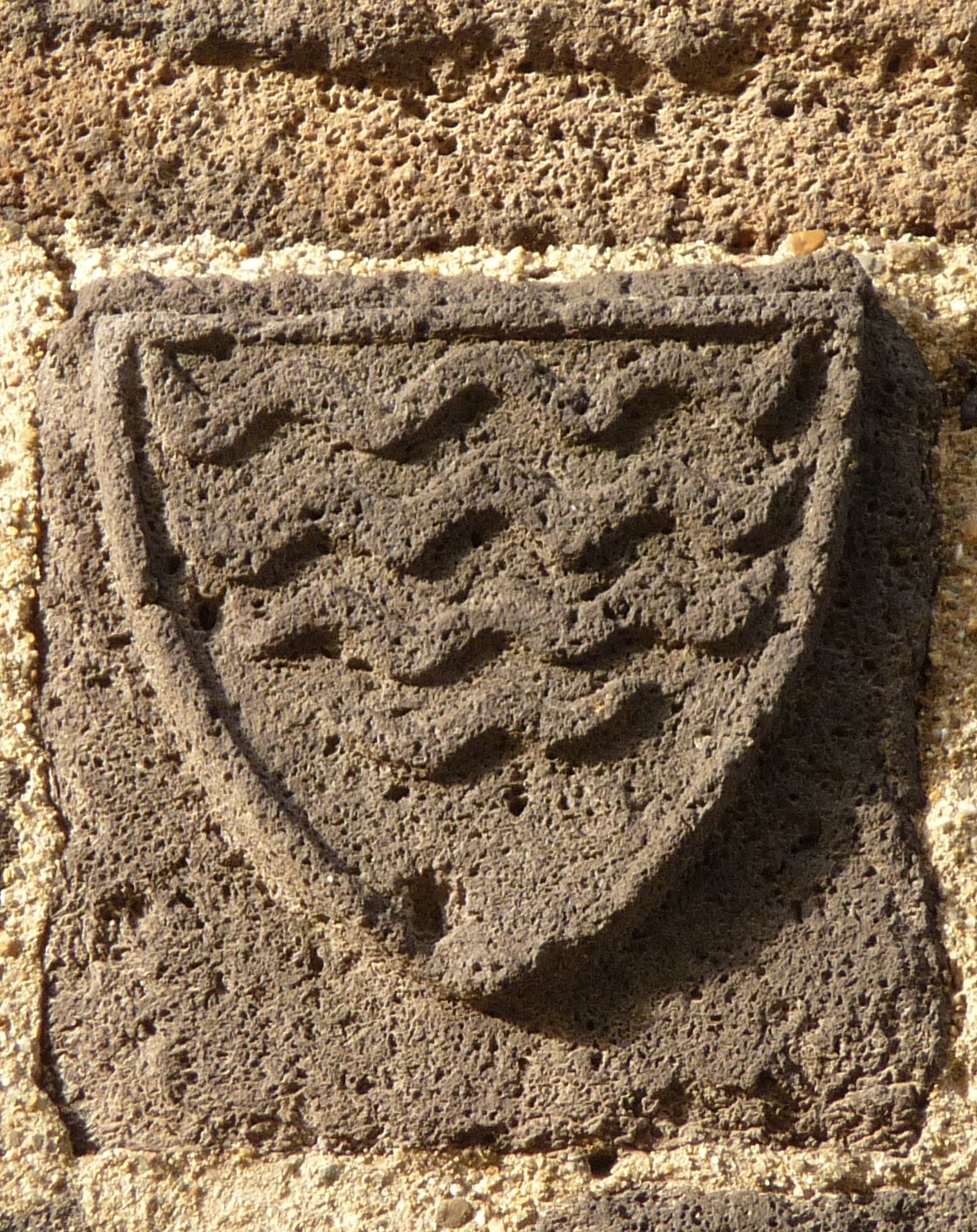
Blason d'Agde scellé sur les remparts de la ville en 1562

En 1524, est institué le « Conseil général » qui compta 27 membres, puis 57 à partir de 1554. Constitué de notables de la ville, désignés à vie par les Consuls, il avait notamment pour fonction d'élire chaque année lesdits Consuls.

### Guerres de religion
La Réforme commença à s'implanter dans la région vers 1560. En mai 1562, les protestants menés par Jacques Beaudiné, baron de Crussol, s'emparent de la ville avec la complicité de certains Agathois qui leur ouvrent les portes. À la fin du mois d'octobre de la même année, le vicomte de Joyeuse, lieutenant général, assiège la ville pendant deux jours, mais échoue à la reprendre malgré quatre assauts et doit battre en retraite à l'approche de l'armée de Crussols (Jordan p. 70-73). Pour commémorer cette victoire, les protestants firent sceller dans les remparts un écusson aux armes de la ville que l'on peut toujours y voir.
La ville ne revint aux catholiques qu'en 1563 grâce à l'édit de Pacification qui mit fin à la première guerre de religion. D'autres attaques ont lieu par la suite, notamment le 1er octobre 1567 où les Réformés tentèrent de prendre la ville par surprise, mais sans succès.

### XVIIeetXVIIIesiècles
En 1610, à la suite de l'expulsion des Morisques d'Espagne, environ 45 000 d'entre eux transitèrent par Agde avant de s'embarquer pour l'Afrique du Nord. Cet épisode provoque certains désordres dans la ville et donne lieu à des affaires de brigandage, notamment lorsqu'un armateur et consul de la ville, Anthoron Estienne, abandonne ses 40 passagers sur une plage et s'empare de leurs richesses. Ledit Anthoron est par la suite soumis au supplice de la roue à Montpellier (Picheire p. 28).
Le cardinal de Richelieu, par ordonnance du conseil du roi datée du 10 janvier 1630, ordonna la création d'un grand port sur la côte languedocienne en s'appuyant sur le cap d'Agde. En octobre 1632, il vint reconnaître les lieux et lança la construction de la jetée qui devait rejoindre l'îlot de Brescou. Sa mort en 1642 provoqua l'abandon du projet alors qu'un tiers de la jetée avait été réalisé. En 1651, les États du Languedoc cessèrent de financer le projet. Ce port de mer, initialement prévu à Sète, y sera finalement réalisé par Colbert en 1666.

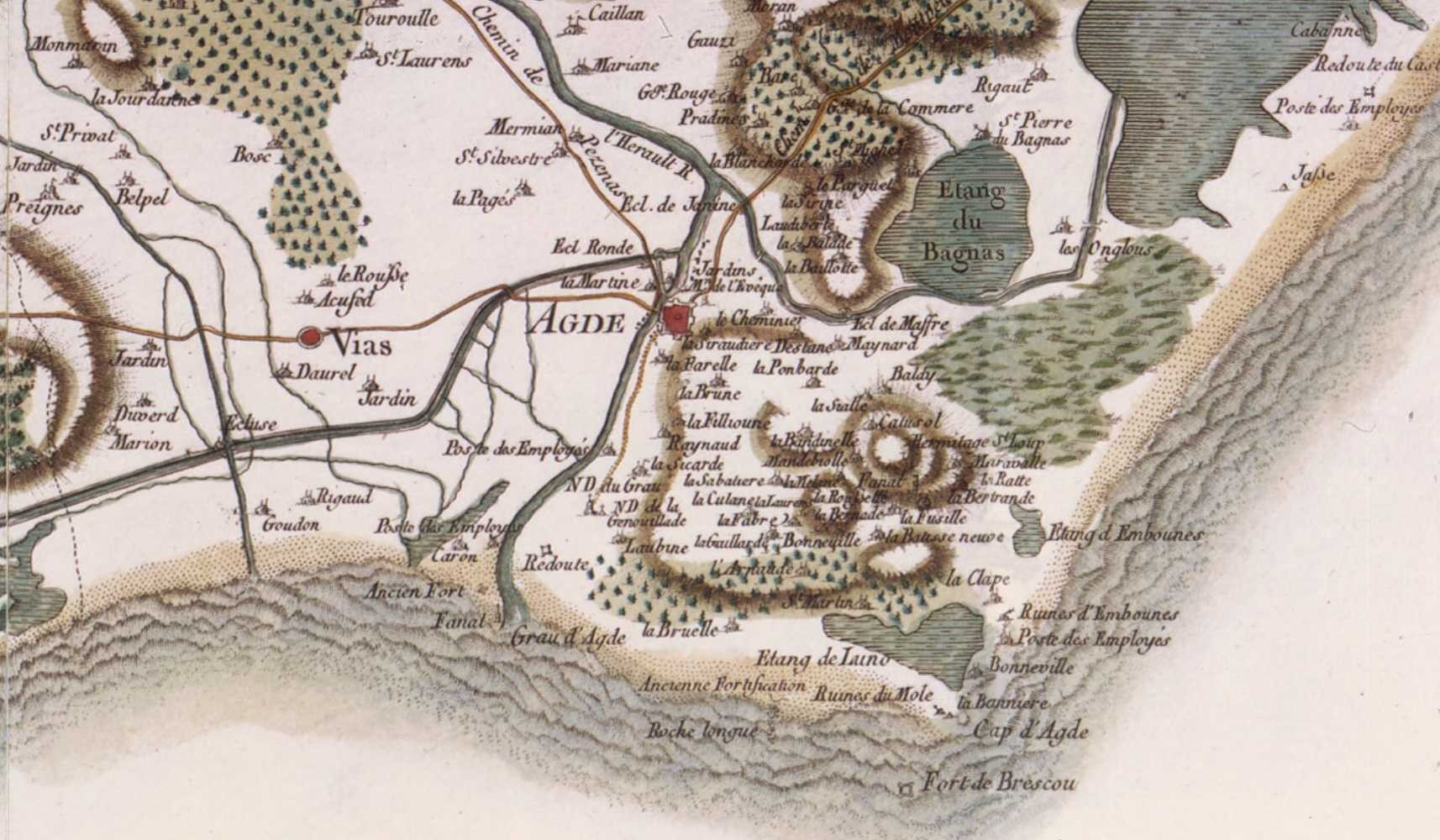
Le territoire d'Agde au XVIIIe siècle

En 1675, le canal du Midi est mis en service entre Béziers et l'étang de Thau. Les bateaux traversent l'Hérault grâce au plan d'eau retenu par le barrage de la Pansière sur un bief unique allant de l'écluse de Portiragnes à celle du Bagnas. L'écluse ronde d'Agde est construite l'année suivante notamment pour isoler le canal du fleuve. En effet, pendant l'hiver 1675-76, les crues de l'Hérault et du Libron font déborder le canal et endommagent les berges vers Vias (Sagnes  p. 74). L'écluse de Prades est aussi construite à l'entrée du canal sur la rive gauche du fleuve pour bloquer les crues. Des déversoirs sont installés ensuite à Vias et à l'écluse du Bagnas. L'inauguration officielle du canal a lieu le 15 mai 1682.
Le 27 juillet 1710, la flotte britannique débarque à Sète et après s'être emparée de la ville, et la ville d'Agde, mal défendue, signe un traité avec les Britanniques. Ceux-ci se retirent le 28 juillet devant l'arrivée de troupes françaises venues du Roussillon.

## Agde sous la Révolution française
Le 19 août 1789 les citoyens d'Agde élisent leurs consuls. Pour la première fois, cette élection se fait sans consultation préalable de l'évêque et les consuls élus ne lui prêtent pas serment. D'Embry-Saladry est élu premier consul (maire).
La Fête de la Fédération, le 14 juillet 1790, est l'occasion de manifestations de fraternité joyeuses.
Le clergé local s'oppose à la Constitution civile du clergé et la plupart de ses membres, avec en tête l'évêque, Mgr de Saint-Simon, refusent de prêter serment le 30 janvier 1791. La municipalité riposta en murant la porte de communication entre la cathédrale et le palais épiscopal, porte qui n'a jamais été rouverte. L'évêque ainsi que de nombreux prêtres doivent quitter la ville, qui perd aussi son évêché. Celui-ci est inclus dans l'évêché de l'Hérault, nouvellement créé, dont le siège est fixé à Béziers, puis transféré à Montpellier en 1801 à l'occasion de la signature du Concordat. Le dernier évêque d'Agde est condamné à mort par le Tribunal révolutionnaire et guillotiné le 25 juillet 1794 (8 thermidor an II).
Le 4 juillet 1802 (15 messidor an X) les droits de la commune sur l'étang de Bagnas, contestés par Marseillan depuis le XIIe siècle, sont confirmés.

## Époque contemporaine

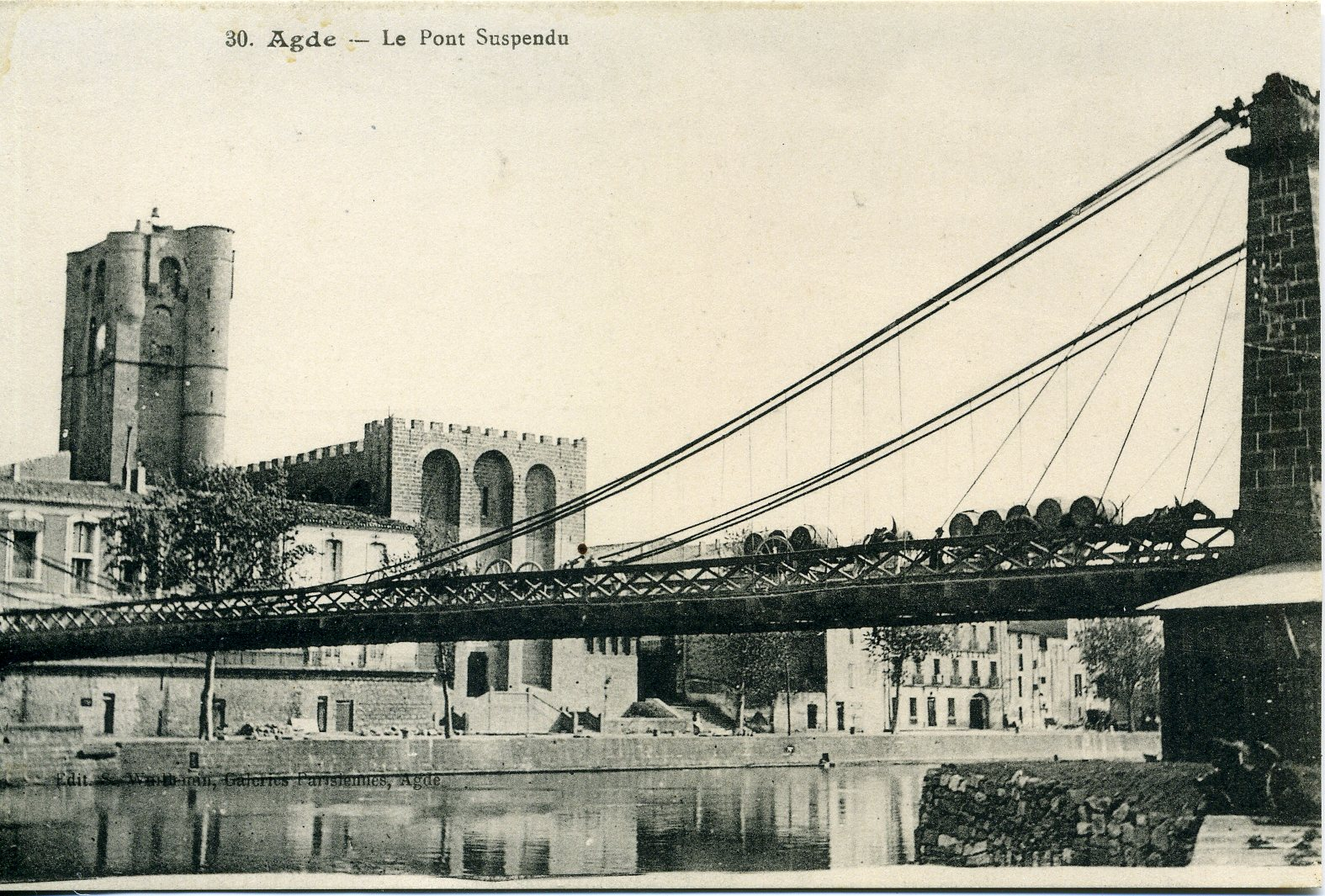
Le pont suspendu

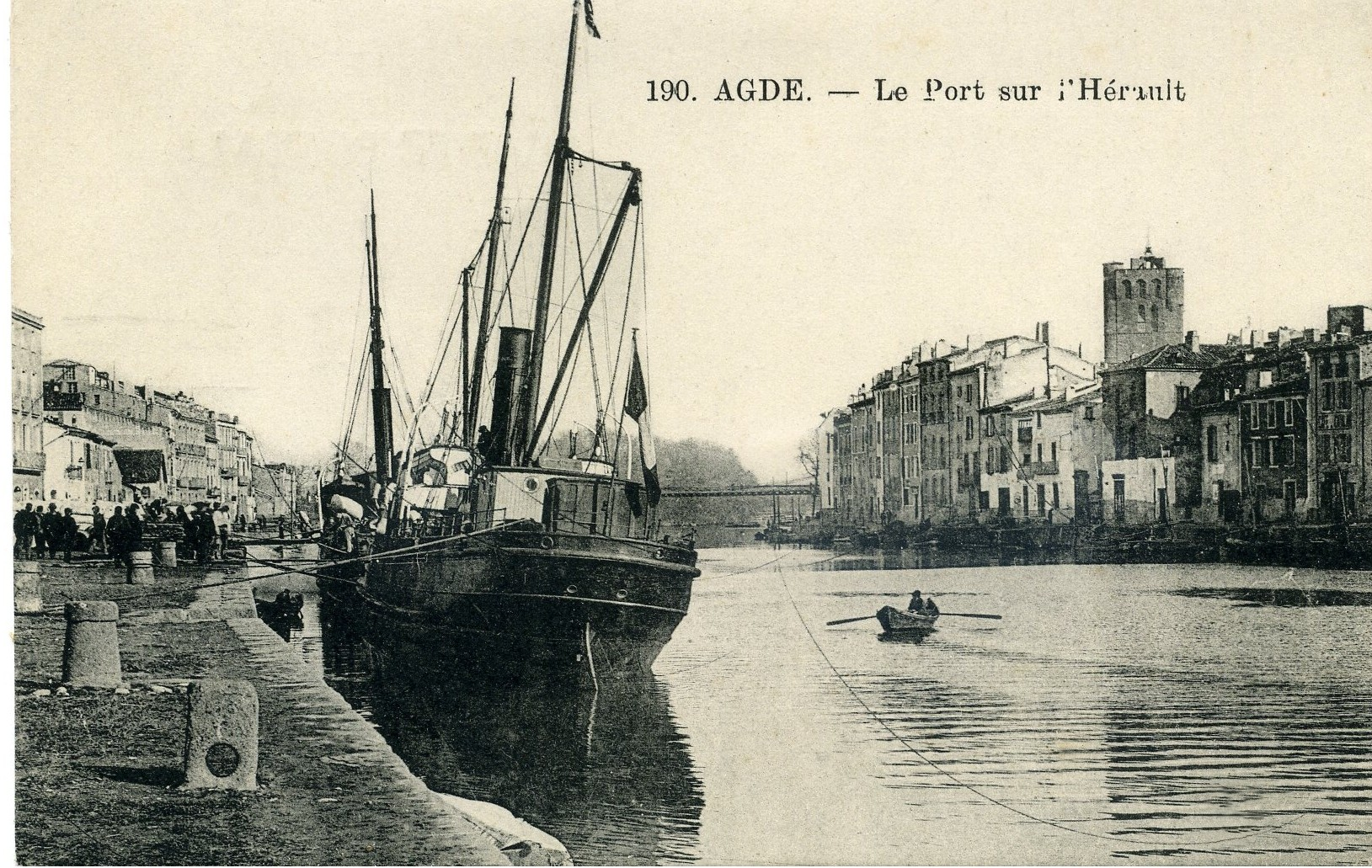
Le port d'Agde au début du XXe siècle

En 1837 est mis en service, en remplacement d'un service de bacs, le pont suspendu qui nécessite le percement du bâtiment de l'évêché. Ce pont sera remplacé par un pont métallique en 1926.
Le 12 juillet 1858, la ligne de chemin de fer Bordeaux-Sète, raccordée à Sète au réseau du PLM, est mise en service par la Compagnie du Midi. La gare d'Agde ouvre de nouveaux marchés aux produits locaux, en premier lieu le vin, et de nouvelles surfaces sont plantées en vignes. En 1897, une ligne d'intérêt local des chemins de fer de l'Hérault est ouverte entre Agde et Mèze, via Marseillan, Florensac, Pomérols et Pinet.  Son exploitation s'est poursuivie jusqu'en 1952.
L'arrivée du chemin de fer coïncide avec le début du déclin du port de commerce d'Agde. Port d'embouchure à faible tirant d'eau (limité à 3,5 mètres), le port d'Agde est concurrencé par celui de Sète, mieux équipé pour recevoir les navires à vapeur, et se limite progressivement au cabotage Marseille-Agde. Les deux derniers bateaux à voile et à moteur sont restés en service sur cette ligne jusqu'en 1939.
Dans la deuxième moitié du XIXe siècle, la viticulture, alors principale activité économique de la commune, est frappée par plusieurs fléaux successifs venus des États-Unis. L'oïdium, arrivé en 1851 par la région parisienne est rapidement maîtrisé grâce au soufre, puis en 1872, c'est l'invasion du phylloxéra (petit insecte parasite des racines, apparu pour la première fois en 1863 à Pujaut - Gard). Le phylloxéra provoque la destruction d'une grande partie du vignoble, mais on découvre rapidement que les vignes plantées dans le sable ou submergées résistent à l'insecte. Le vignoble s'étend alors dans les basses zones sablonneuses, mais c'est le recours aux plants américains qui permet la reconstitution du vignoble à partir des années 1890. Il s'ensuit, à cause aussi du développement du sucrage des moûts, une nouvelle crise, de surproduction, entraînant un effondrement des cours du vin. À la même époque, apparaissent le mildiou et le black-rot (reconnu pour la première fois à Ganges - Hérault) en 1885), heureusement traités par le sulfate de cuivre.
En 1907, lors de la révolte des vignerons, des soldats du 17e régiment d'infanterie de ligne cantonnés à Agde se mutinent le 20 juin au soir et se rendent à Béziers où ils fraternisent avec les vignerons.  Le 24 juin, les mutins, qui se sont rendus après une harangue du général Bailloud, sont envoyés dans un régiment disciplinaire à Gafsa (Tunisie).

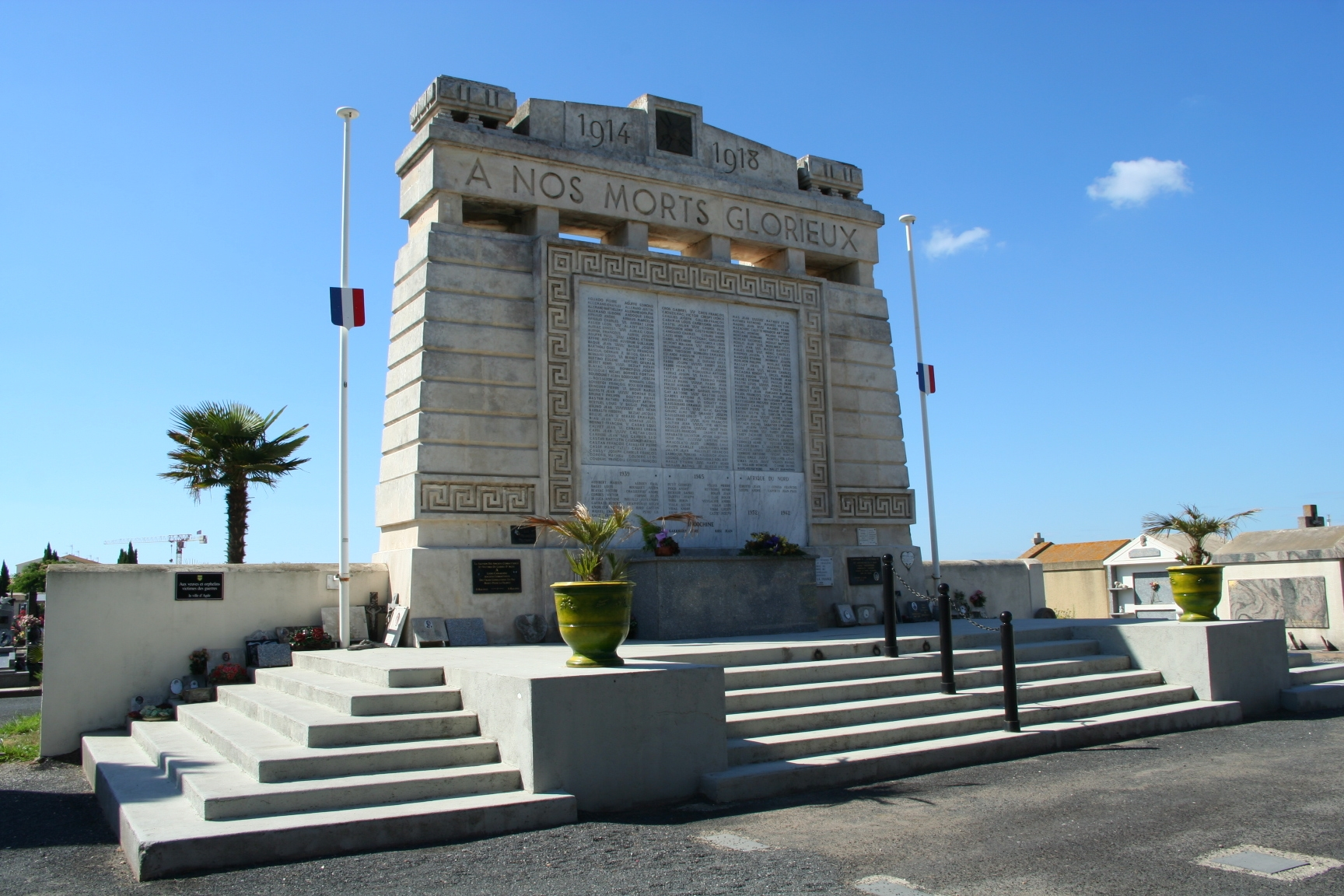
Monuments aux morts

La même année, à l'époque des vendanges, une crue soudaine de l'Hérault cause d'importants dégâts dans le vignoble et dans la ville. Cette crue, qui ne fit pas de victimes, est considérée comme la crue de référence pour Agde.
Pendant la Grande Guerre, l'économie locale est affectée par le départ des hommes mobilisés. Le pain est rationné, la commune ne produisant pas de blé. Au fil des années la production viticole diminue. La ville déplore de nombreuses victimes, environ 300, parmi les soldats mobilisés. Le pourcentage de tués s'élève à 3,02 % de la population totale (recensement de 1911) pour le canton d'Agde, chiffre relativement élevé qui est lié à la forte part d'Agathois affectés à l'infanterie, arme qui a subi les plus fortes pertes (58 % des mobilisés et 89 % des morts).
Dans l'entre-deux-guerres la commune connaît une période de stabilité politique et de stagnation économique.
À partir de 1919, le maire est Jean Félix (SFIO), qui fut réélu successivement en 1925, 1930, 1935 et 1939. Il s'attache  à restaurer les finances de la commune et entreprend diverses réalisations en matière d'urbanisme, dont la création d'un réseau d'assainissement.
En 1925, la ville fait ériger un monument aux morts en hommage aux 300 soldats tués pendant la Première Guerre mondiale. Ce monument, œuvre du sculpteur agathois Antoine Cassagne, se trouve dans le cimetière.
Jean Félix est aussi le président-fondateur de la cave coopérative construite en 1937.
Dans cette période la ville doit affronter deux périodes d'inondation à la suite des crues de l'Hérault du 2 novembre 1920 et du 10 janvier 1930 (Picheire p. 106). Cette dernière remit en cause l'approvisionnement en eau potable de la ville assurée par le fleuve.

### Seconde Guerre mondiale

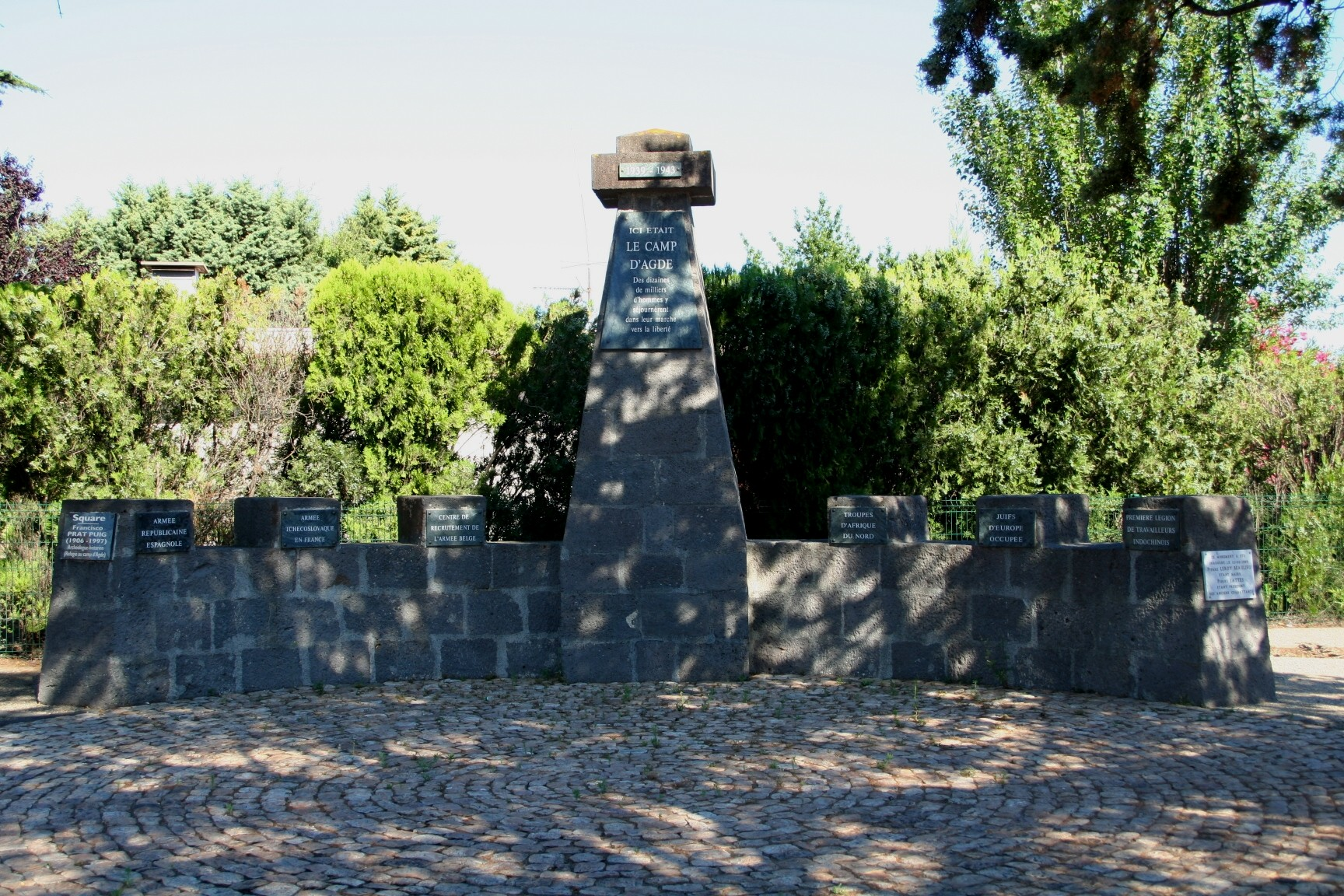
Monument commémoratif du Camp d'Agde, érigé en 1989

En 1939, à la fin de la guerre d'Espagne, à la suite de la Retirada, un camp d'internement est construit à Agde pour recevoir des républicains à partir du mois de février. Ce camp, constitué de baraques légères, est prévu pour 20 000 personnes, mais en reçoit plus de 24 000 dans des conditions précaires, en particulier sur le plan sanitaire. 
À partir du mois de septembre, après le départ des Espagnols, il reçoit des volontaires tchèques qui participent aux combats contre l'armée allemande en juin 1940 avant d'être démobilisés. Il devient ensuite un centre de recrutement de l'armée belge, mais après la capitulation de leur pays, les jeunes recrues présentes seront internées jusqu'à la fin août. Fin 1940, le régime de Vichy le transforme en Centre de rassemblement des étrangers. Environ 6 000 étrangers, de trente nationalités, y sont internés, dont un millier de juifs étrangers raflés dans l'Hérault en juillet 1942. 
Le camp fut démantelé à l'automne 1943 et détruit en août 1944.
En 1940, toute la population d'un village lorrain, Vergaville, expulsée par les Allemands, vient se réfugier au Grau-d'Agde.

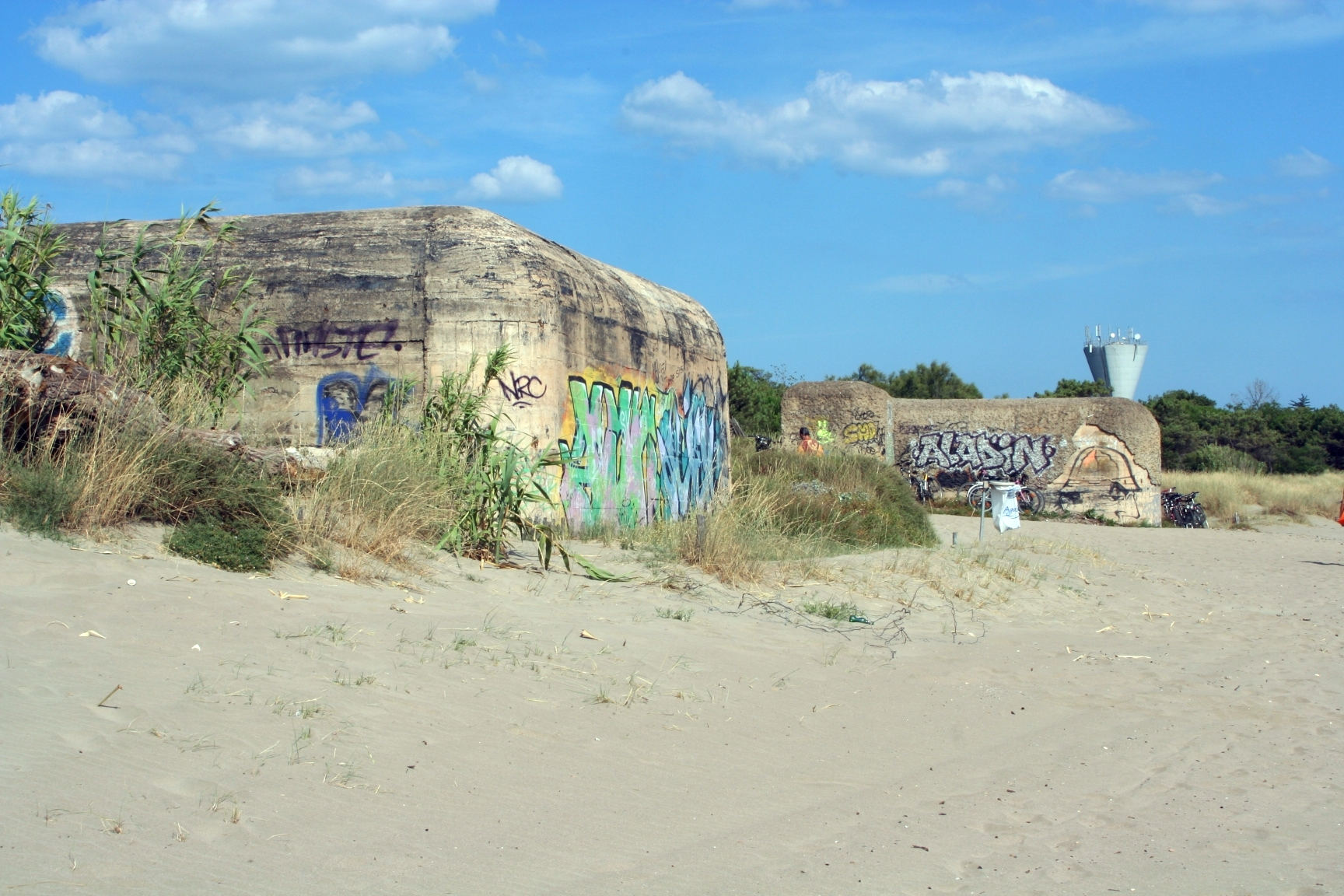
Blockhaus sur la plage de la Tamarissière

Le 13 novembre 1942, la ville est occupée par l'armée allemande à la suite de l'invasion de la zone libre dans le cadre de l'opération Anton. Pour prévenir un hypothétique débarquement, les Allemands fortifièrent la côte, notamment en y construisant des blockhaus, dont certains sont encore visibles sur la plage de la Tamarissière, et bloquèrent l'embouchure de l'Hérault en y coulant une drague en 1943.  
Le 21 août 1944 un Comité de libération de la ville d'Agde, dirigé par Lucien Petit, se met en place au lendemain du départ précipité des troupes allemandes.

### Après guerre
En 1956, les frères Paul et René Oltra créent le camping naturiste (centre héliomarin).
Le 12 septembre 1964 des plongeurs amateurs du GRASPA (groupe de recherches archéologiques subaquatiques et de plongée d’Agde), Jacky Fanjaud et Denis Fonquerle, découvrent dans l'Hérault, non loin de la cathédrale, une statue de bronze antique. Cette statue, à laquelle il manquait un bras, retrouvé quelques mois plus tard, est connue sous le nom d'« éphèbe d'Agde ». Conservée au musée du Cap d'Agde depuis 1987, après avoir été exposée au musée du Louvre, elle est devenue l'emblème de la commune.
Dans les années 1960 commence l'aménagement touristique du littoral languedocien sous la direction d'une mission interministérielle, créée par décret du premier ministre du 18 juin 1963 Pierre Racine, et dirigée par Pierre Racine, conseiller d'État. Celle-ci établit le plan général d'aménagement et le plan d'urbanisme des huit nouvelles stations balnéaires programmées. Dans le cas du Cap d'Agde, l'aménagement est confié à la Société d’équipement du Biterrois et de son littoral (SEBLI) et Jean Le Couteur est désigné comme architecte en chef.
La construction de la station du Cap d'Agde donne un élan décisif au développement de la commune, entraînant un quasi-doublement de la population entre 1968 et 1999.
En 1976, est lancé, sous forme d'une ZAC, l'aménagement de la troisième tranche du Cap-d'Agde. Celle-ci concerne le secteur Richelieu-Rochelongue sur 200 hectares et prévoit de créer 20 000 lits.
Le 11 mai 1987, c'est l'inauguration de la nouvelle mairie installée dans l'ancienne caserne Mirabel, qui permet de faire face au développement des services administratifs de la commune consécutif à l'expansion démographique.

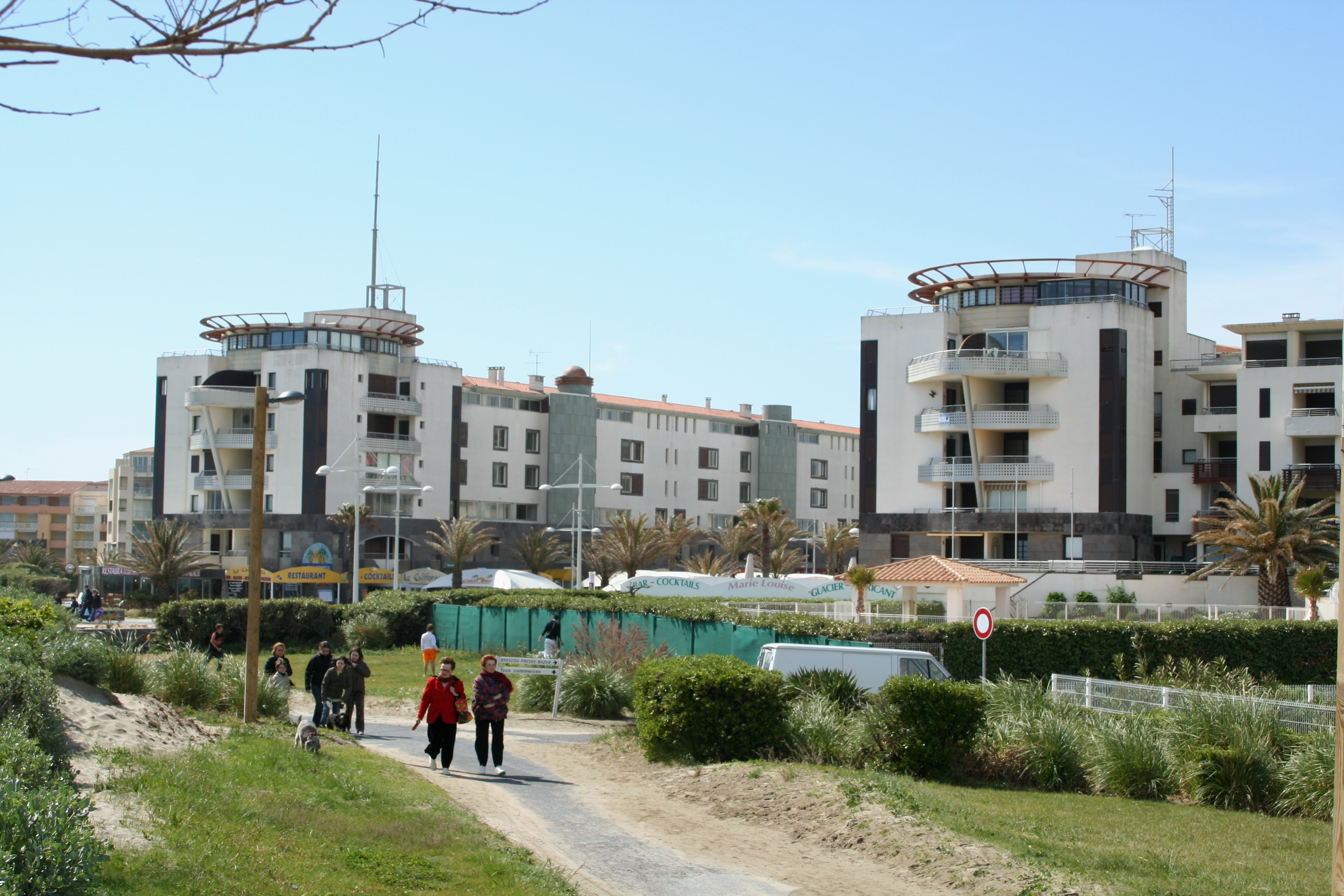
Le mail de Rochelongue vu de la plage

Élu en 1989, le maire socialiste, Régis Passérieux, confie à l'architecte Jean-Michel Wilmotte l'aménagement 
du quartier de Rochelongue, dernière phase de la construction du Cap-d'Agde. Le mail de Rochelongue, inspiré des ramblas de Barcelone, est construit en 1991, mais n'aura finalement que le tiers de la longueur initialement projetée. Cet aménagement, caractérisé par une rangée d'immeubles de cinq à sept étages construits en bordure de la plage, marque une rupture avec le parti architectural adopté à l'origine par Jean le Couteur pour la station du Cap-d'Agde.
En 1993, Agde reçoit les XIIe Jeux méditerranéens. La cérémonie d'ouverture, présidée par François Mitterrand, se déroule au Cap d'Agde le 16 juin, dans un bassin devant l'Aqualand. Le village des athlètes est également installé dans la station. Certaines épreuves (tennis, golf) se déroulent à Agde.
Au cours de l'été 1995, des incidents sont provoqués au Cap d'Agde par des jeunes issus de quartiers difficiles qui y avaient été envoyés dans le cadre de l'opération « Ville Vie Vacances », organisée par le ministère de la Ville. Par la suite, des pratiques discriminatoires auraient été mises en place par des agents immobiliers avec la complicité de l'office de tourisme, entrainant en 2003, une plainte de SOS Racisme contre celui-ci. Condamné en première instance en 2006, l'office de tourisme d'Agde a été définitivement relaxé en cassation en janvier 2008.
Du 16 au 19 décembre 1997, la commune subit une forte inondation provoquée par une nouvelle crue de l'Hérault.  Un nouvel épisode d'inondation se produit en décembre 2003, l'Hérault atteint un débit de 1 500 m3/s.